# Barracudas de Burlington
Les Barracudas de Burlington sont une équipe féminine de hockey sur glace de Burlington en Ontario au Canada qui a joué de 2007 à 2012 dans la Ligue canadienne de hockey féminin. L'équipe jouait ses matchs à domicile au Appleby Ice Center situé dans Burlington.

## Histoire

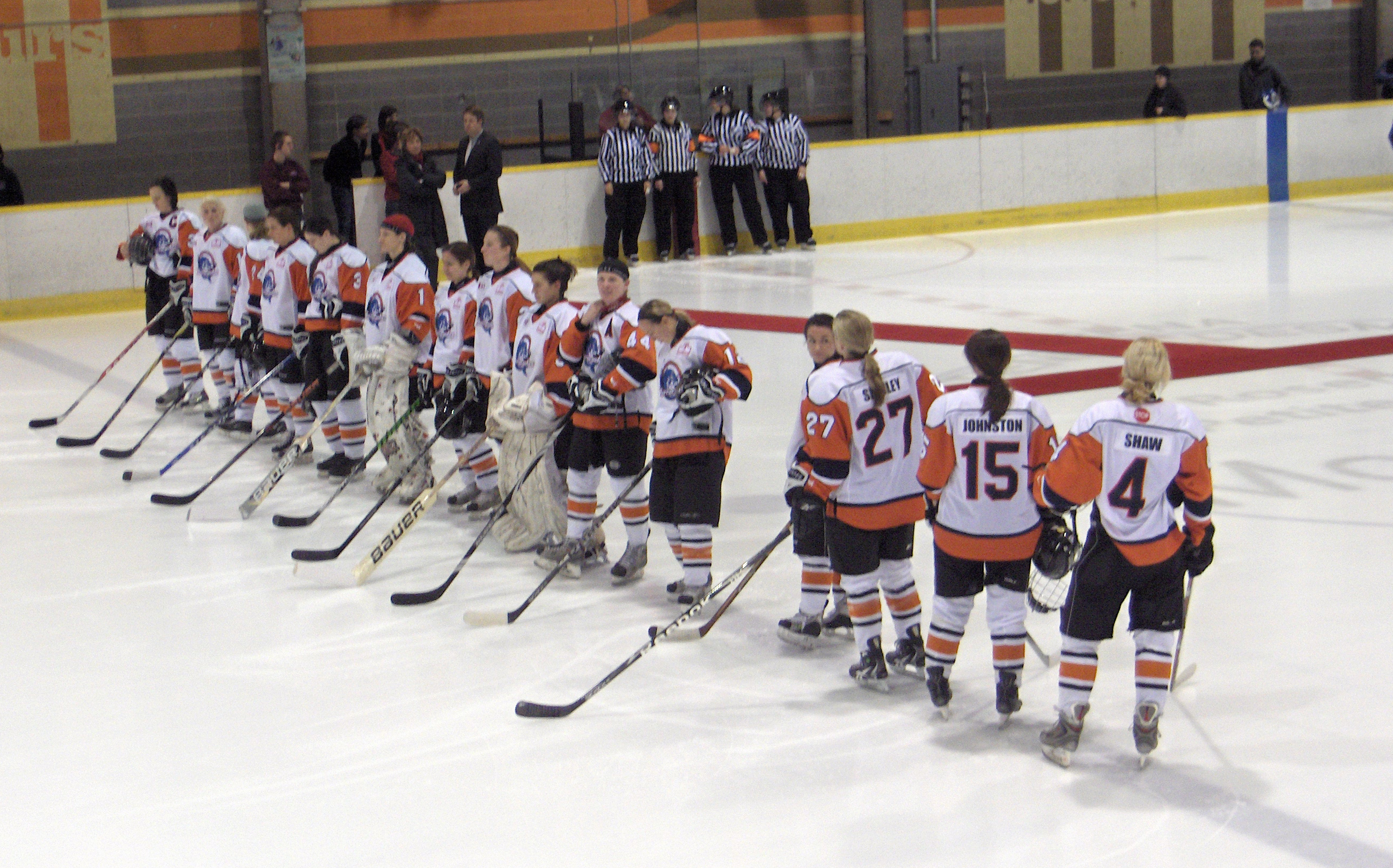
Les Barracudas en visite pour un match au Centre Étienne Desmarteau

Les Barracudas évoluent dans la Ligue canadienne de hockey féminin (LCHF) dès sa saison inaugurale de 2007-2008. L'équipe se qualifie à chacune des saisons pour les séries éliminatoires excepté lors des deux dernières. Après cinq ans de compétition, l'équipe se voit notifier par la LCHF sa dissolution, pour raisons financières. Les joueuses qui le souhaitent peuvent participer à un repêchage de dispersion entre les Furies de Toronto et les Thunder de Brampton. Le club des Burlington Girls Hockey Club qui partage l'infrastructure et le logo des Barracudas perdure quant à lui depuis les années 1960 ; il correspond au niveau junior du hockey féminin dans la ville.
À noter que durant la saison 2009-2010, Ashley Johnston, alors âgée de 16 ans et joueuse des Barracudas de Burlington est la plus jeune joueuse à jouer dans la LCHF.

## Statistiques
| Saison    | PJ | V  | VP | D  | BP | BC  | Pts | Classement                           | Séries éliminatoires    |
| --------- | -- | -- | -- | -- | -- | --- | --- | ------------------------------------ | ----------------------- |
| 2007-2008 | 30 | 11 | 0  | 18 | 76 | 98  | 23  | 4e, dernière de la division centrale | Défaite au second tour  |
| 2008-2009 | 25 | 11 | 0  | 16 | 82 | 99  | 25  | 4e, dernière de la division centrale | Défaite au premier tour |
| 2009-2010 | 30 | 19 | 0  | 8  | 94 | 80  | 41  | 3e de la ligue                       | Défaite au premier tour |
| 2010–2011 | 26 | 6  | 0  | 18 | 54 | 108 | 14  | 5e de la ligue                       | Non qualifiée           |
| 2011–2012 | 27 | 1  | 0  | 26 | 46 | 150 | 2   | 6e de la ligue                       | Non qualifiée           |

## Personnalités

### Dernier effectif avant dissolution

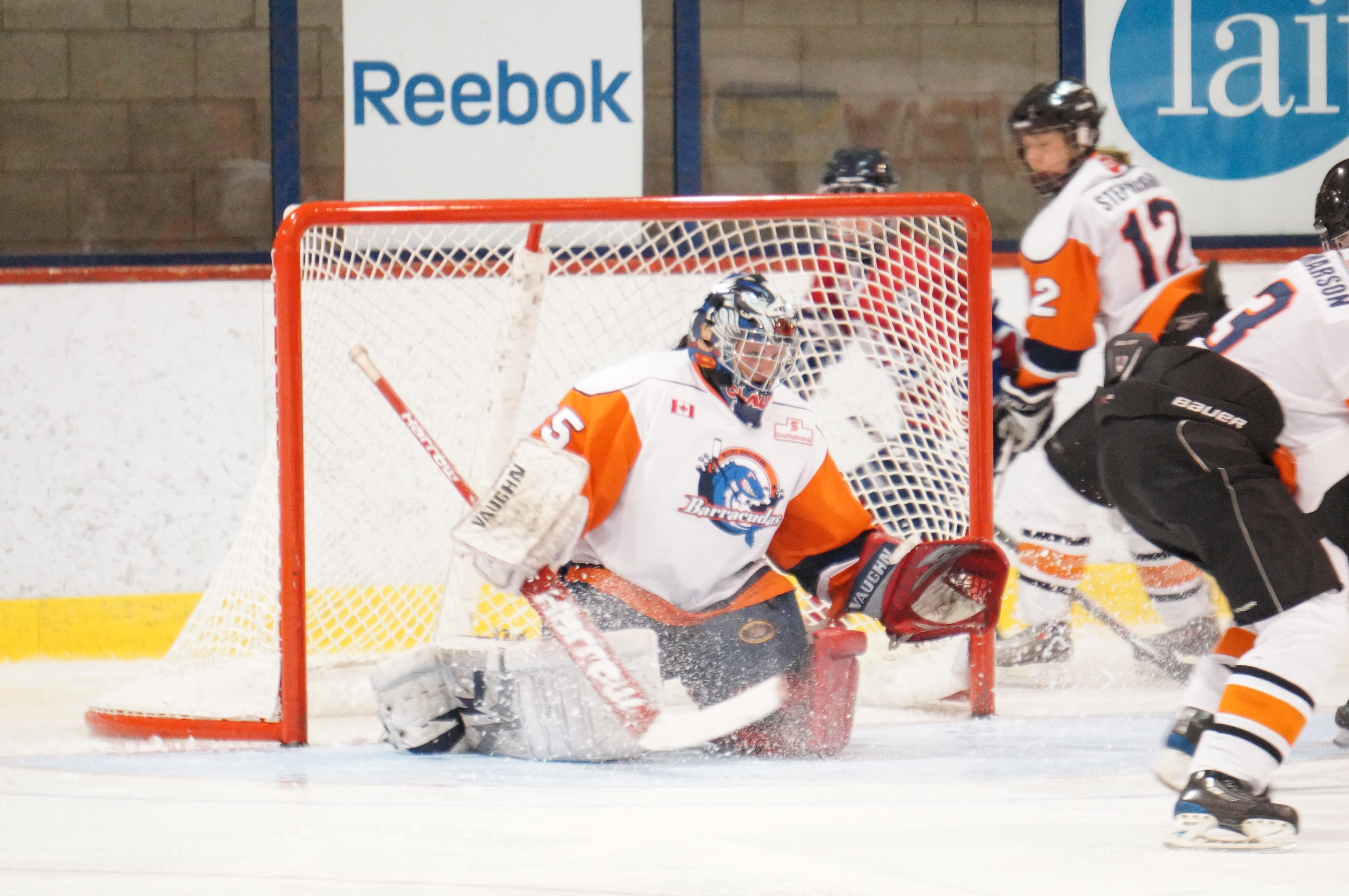
La gardienne régulière est Christina Kessler.

| No    | Nom               | Nat. | Position   | Arrivée |
| ----- | ----------------- | ---- | ---------- | ------- |
| +001, | Mandy Cronin      |      | Gardienne  |         |
| +030, | Allison Cubberley |      | Gardienne  |         |
| +035, | Christina Kessler |      | Gardienne  |         |
| +004, | Amanda Shaw       |      | Défenseur  |         |
| +012, | Ashley Stephenson |      | Défenseur  |         |
| +015, | Mallory Johnston  |      | Défenseur  |         |
| +023, | Shannon Moulson   |      | Défenseur  |         |
| +055, | Amanda Nois       |      | Défenseur  |         |
| +007, | Kelly Hart        |      | Attaquante |         |
| +009, | Joanne Eustace    |      | Attaquante |         |
| +011, | Annina Rajahuhta  |      | Attaquante |         |
| +016, | Sara Lynch        |      | Attaquante |         |
| +018, | Dayna Kanis       |      | Attaquante |         |
| +019, | Lindsay Vine      |      | Attaquante |         |
| +021, | Sarah Dagg        |      | Attaquante |         |
| +024, | Brayden Ferguson  |      | Attaquante |         |
| +027, | Samantha Shirley  |      | Attaquante |         |
| +032, | Jana Harrigan     |      | Attaquante |         |
| +044, | Sommer West       |      | Attaquante |         |
| +091, | Amanda Parkins    |      | Attaquante |         |

### Choix de premier tour
Ce tableau permet de présenter le premier choix de l'équipe lors du repêchage d'entrée de la LCHF qui a lieu chaque année depuis 2010. 
| Année | Joueuse      | Choix             | Équipe junior                |
| ----- | ------------ | ----------------- | ---------------------------- |
| 2010  | Ashley Riggs | 2e choix au total | Niagara Purple Eagles (NCAA) |
| 2011  | Sommer West  | 10e au total      | Durham Lords (NCAA)          |

### Honneurs individuels
Quelques joueuses de l'équipe ont eu des succès individuels au cours des saisons :
- Saison 2007-2008 : Becky Kellar est nommée la meilleure défenseure de la ligue. Becky Kellar et l'attaquante Jana Harrigan sont élues dans l'équipe d'étoiles LCHF.
- Saison 2008-2009 : Becky Kellar est de nouveau nommée la meilleure défenseure de la ligue.

### Équipe de soutien et d'entraineurs
Équipe dirigeante  :
- Directeur général : Maria Quinto

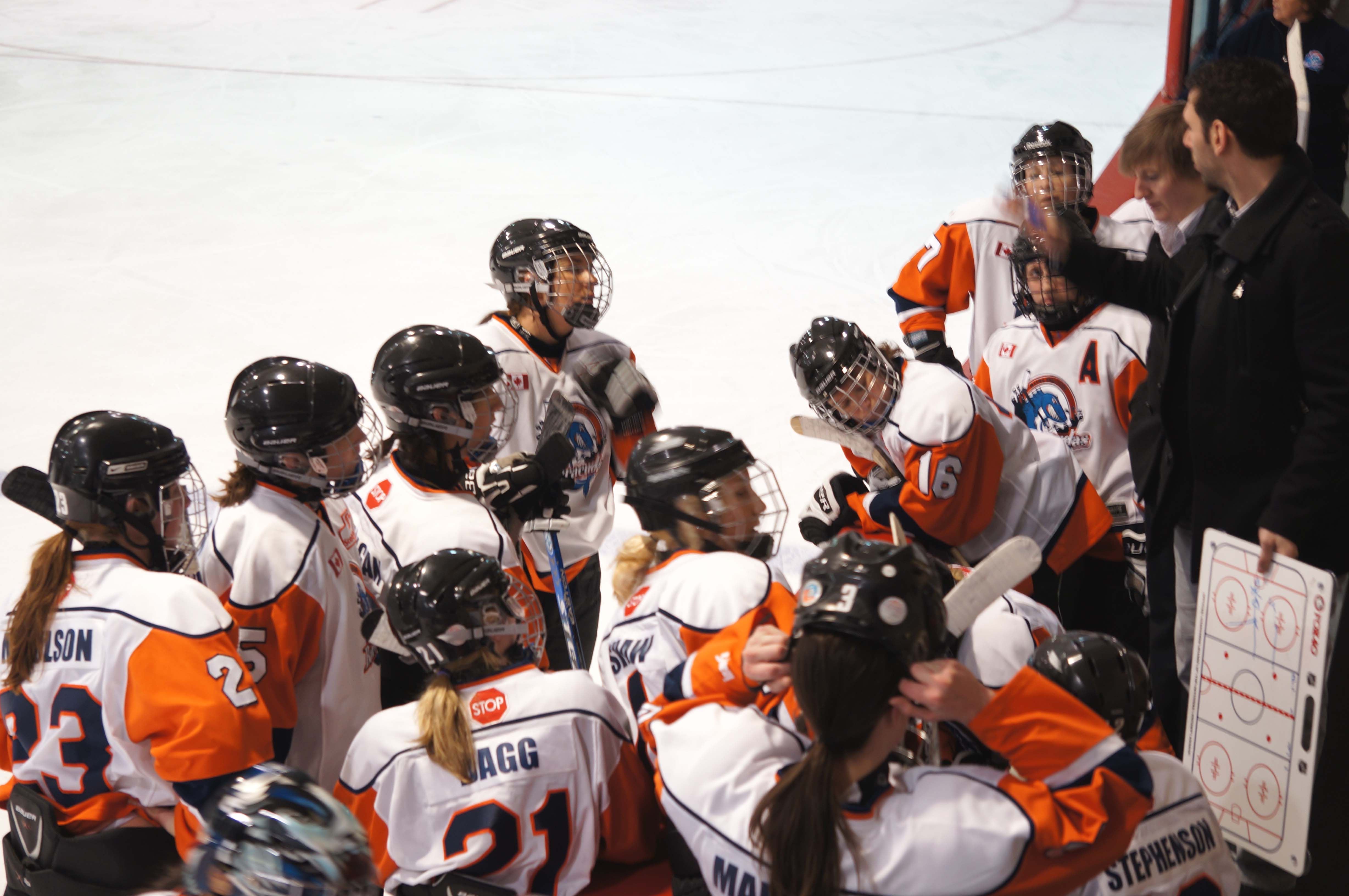
Berardino Quinto l'entraineur-Chef en caucus avec ses joueuses.

- Entraineur-chef : Berardino Quinto
- Entraineur-adjoint : Jessica Rattle
- Responsable de l'équipement : Diane Cruickshanks
- Assistante pour l'équipement : Madelaine Bird
- Thérapeute athlétique : Nancy Spence
- Assistant-thérapeute athlétique : Glenn Burke
- Assistant-thérapeute athlétique : Carm Chan